# 88세계평화열차
88세계평화열차(88世界平和列車)는 1988년에 올림픽 개최를 맞이해 운행했던 관광열차이다.

## 개요
1988년 서울 하계 올림픽을 기념해 탄생한 열차이다. 부산, 대구, 광주, 대전, 전주, 마산, 경주 등 전국의 주요 도시와 서울 간을 매일 1회 순회했으며, 9월 20일부터 10월 31일까지 운행했다. 동차형 새마을호 9량 1편성으로 운용되었으며, 객차 1량을 공연장으로 개조해 각종 문화 행사를 진행했다. 차체에 평화를 상징하는 초록색 비둘기와 무지개색 띠를 그려넣은 도색을 했다.